# Christiaan Kruik van Adrichem
Christiaan Kruik van Adrichem, of Christianus Crucius Adrichomius, (Delft, 13 februari 1533 — Keulen, 20 juni 1585) was een katholiek priester en schrijver van theologische werken.

## Biografie
Van Adrichem werd geboren in Delft, waar zijn vader Adriaan Klaasz. burgemeester was. In 1566 werd hij tot priester gewijd, en was overste van het Sint-Barbaraklooster in Delft, totdat hij verdreven werd uit Nederland vanwege de reformatie. Daarna verbleef hij enige tijd in Mechelen en Utrecht, en uiteindelijk Keulen. Eenmaal in Keulen deed hij onderzoek naar de overblijfselen van het oude Jeruzalem en het heilig land.
Zijn werken zijn:
- Vita Jesu Christi ex quattuor Evangelistis breviter contexta (Antwerpen, 1578)
- Theatrum Terrae Sanctae et Biblicarum Historiarum (Keulen, 1590).

Dit boek geeft een beschrijving van Palestina van het oude Jeruzalem, en een chronologie van Adam tot de dood van Johannes de Apostel in 109
Het bevat ook een vrij denkbeeldig bovenaanzicht van Jeruzalem, dat in de 18e eeuw is gebruikt voor de fresco van de Kruisweg op een muur van het Colosseum, dat toen tot katholieke kerk werd getransformeerd.
- Bibsys: 1036762
- Biblioteca Nacional de España: XX821280
- Bibliothèque nationale de France: cb15327340j (data)
- Biografisch Portaal: 14414730
- Catàleg d'autoritats de noms i títols de Catalunya: 981058527254406706
- CiNii: DA02148126
- Gemeinsame Normdatei: 124857701
- International Standard Name Identifier: 0000 0001 1026 2344
- Library of Congress Control Number: n85196931
- Nationale Bibliotheek van Tsjechië: mzk2005290009
- Nationale Bibliotheek van Israël: 987007507949205171
- Nederlandse Thesaurus van Auteursnamen: 074701061
- LIBRIS: 274198
- Système universitaire de documentation: 077740866
- Union List of Artist Names: 500480945
- Virtual International Authority File: 47065697
- WorldCat: E39PBJmP6hbVD3PTVm8yX37PwC